# 崔令钦
崔令欽（?—?）， 博陵郡安平县（今河北省衡水市安平县）人，出自博陵崔氏的博陵第二房，唐朝官员。

## 生平
天寶開元年間人，曾任著作佐郎，开元年间为左金吾仓曹参军。官终國子司業。著有《教坊記》一卷，又注庾信《哀江南賦》一卷。

## 家庭

### 祖父
- 崔茂，唐朝袁州刺史[2]

### 父亲
- 崔珽，唐朝合州刺史[2]

### 兄弟姐妹
- 崔锐，唐朝起居舍人[2]
- 崔门徒师，嫁李韶[3]
- 崔氏，范阳卢式虚生母[3]

### 夫人
- 荥阳郑氏，出自荥阳郑氏北祖第二房，唐朝沂州司马郑令同第三女[4]

### 子女
- 崔真
- 崔氏，嫁唐朝曹州成武尉范阳卢式虚[3]